# Marianne Kriel
Marianne Kriel  (ur. 30 sierpnia 1971 w Bellville) – południowoafrykańska pływaczka specjalizująca się w stylu grzbietowym oraz dowolnym, dwukrotna uczestniczka letnich igrzysk olimpijskich (Barcelona 1992, Atlanta 1996), brązowa medalistka olimpijska z 1996 r. na dystansie 100 metrów stylem grzbietowym.

## Sukcesy sportowe
| Rok  | Miasto            | Zawody                                | Konkurencja | Wynik                            |
| ---- | ----------------- | ------------------------------------- | --- | -------------------------------- |
| 1993 | Palma de Mallorca | mistrzostwa świata na krótkim basenie | sztafeta 4 x 100 m stylem dowolnym 100 m stylem grzbietowym sztafeta 4 x 100 m stylem zmiennym 50 m stylem dowolnym | 6. miejsce 7. miejsce 8. miejsce |
| 1996 | Atlanta           | letnie igrzyska olimpijskie           | 100 m stylem grzbietowym sztafeta 4 x 100 m stylem zmiennym                                                         | brązowy medal 4. miejsce         |